# 한성우
한성우(1992년 11월 19일 - )는 대한민국의 발레 무용수이다. 한국인 남성 최초로 프리 드 로잔(Prix de Lausanne)에서 입상하였다.

## 소개
한성우는 남동생(한진우)이 운동 삼아 발레를 배우게 되자, 곧 자신도 배우기를 희망하면서 발레를 시작하였다. 초등학교 4학년부터 발레학원을 다니기 시작하여 이듬해 한국예술영재교육원을 드나들며 발레의 기초를 배웠다. 선화예술중학교 입시 콩쿠르에 입상하면서 입학하였고, 선화예술고등학교를 2년간 다니다가 한국예술종합학교 무용원에 영재 입학하였다.

## 경력
- 2013년 12월 미국 아메리칸 발레 씨어터 입단
- 2011년 8월 영국 로열 발레단 연수단원
- 2010년 한국예술종합학교
- 2008년 선화예술고등학교
- 2005년 선화예술중학교

## 수상
- 2011년	제11회 유스 아메리카 그랑프리 남자 솔로부문 금상
- 2011년	제11회 유스 아메리카 그랑프리 발레 파드되부문 금상
- 2011년	제39회 스위스 로잔국제발레콩쿠르 준우승 Beau-Rivage Palace상
- 2010년	제9회 로마국제무용콩쿠르 주니어부문 공동금상
- 2010년	바르나국제발레콩쿠르 주니어부문 준우승
- 2008년	베이징국제발레콩쿠르 주니어부문 우승
- 2008년	남아프리카 공화국 국제 발레콩쿠르 주니어부문 우승